# Kriegerdenkmal Randau

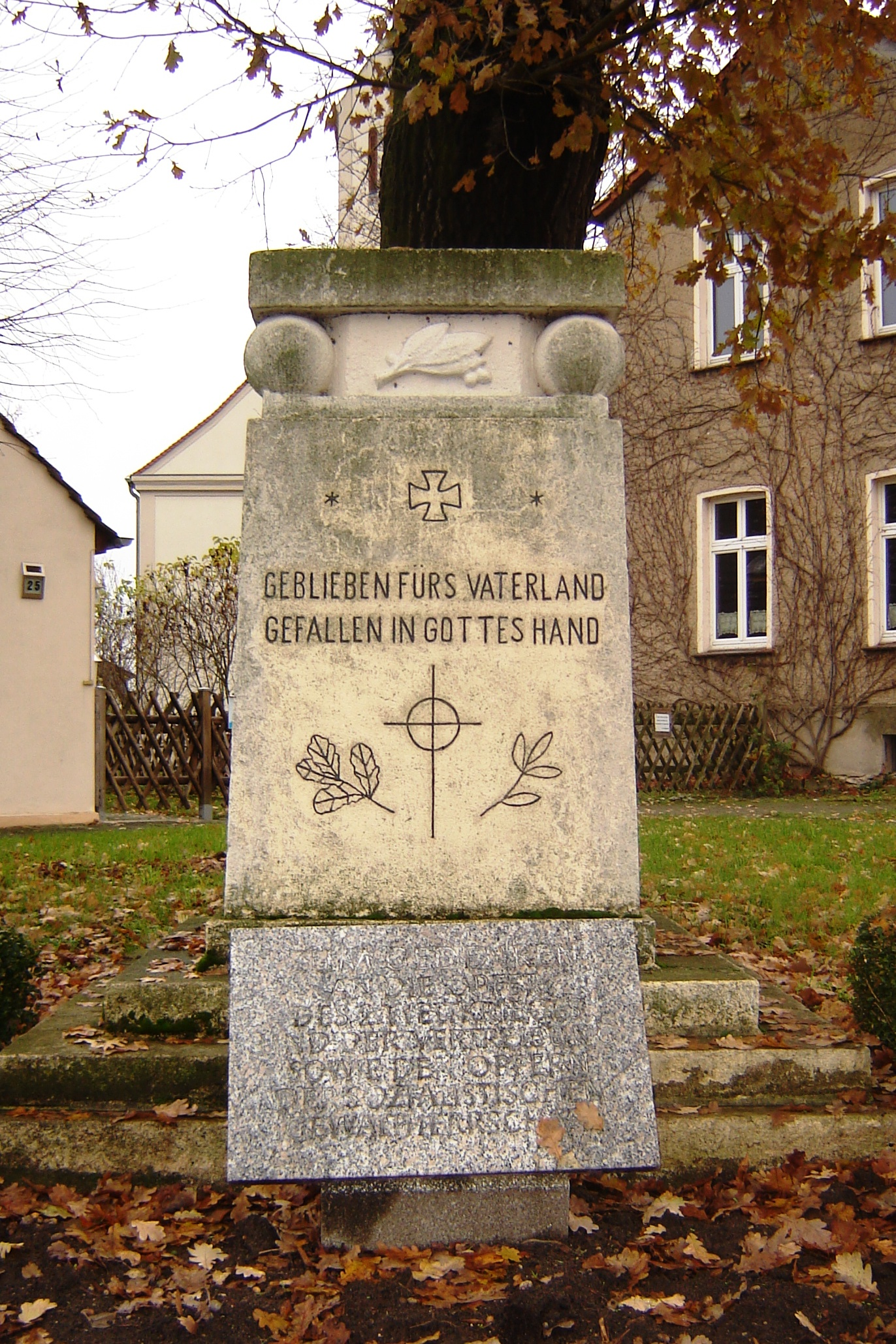
Kriegerdenkmal in Randau

Das Kriegerdenkmal Randau ist ein denkmalgeschütztes Kriegerdenkmal im Magdeburger Stadtteil Randau-Calenberge in Sachsen-Anhalt. Im örtlichen Denkmalverzeichnis ist es unter der Erfassungsnummer 094 76860 als Kleindenkmal verzeichnet.

## Allgemeines
Das Kriegerdenkmal von Randau steht vor dem ehemaligen Pfarrhaus in der Randauer Dorfstraße. Es handelt sich dabei um eine kleine quaderförmige Stele auf einem dreistufigen Sockel zum Gedenken an die Gefallenen des Ersten Weltkriegs. Verziert ist das Denkmal mit steinernen Kugeln, Eichenblättern und einem Eisernen Kreuz. Die Stele hat auf der Vorderseite eine Gedenkinschrift und an den Seiten die Namen der Gefallenen.
Vor der Stele wurde eine Gedenktafel für die Opfer des Zweiten Weltkriegs aufgestellt.